# Nicola Lagioia
Nicola Lagioia (Bari, 18 aprile 1973) è uno scrittore e conduttore radiofonico italiano, direttore del Salone internazionale del libro di Torino dal 2017 al 2023.

## Biografia
Dopo il diploma al liceo scientifico, consegue la laurea in giurisprudenza all'Università degli Studi di Bari Aldo Moro. Dopo aver lavorato come redattore con varie case editrici, svolge l'attività di ghost writer, scrivendo libri, sceneggiature e testi su commissione.
Come scrittore esordisce nel 2001, con il romanzo Tre sistemi per sbarazzarsi di Tolstoj (senza risparmiare se stessi) pubblicato da minimum fax (Premio Lo Straniero). Nel 2004 pubblica per Einaudi il romanzo Occidente per principianti vincendo il Premio Scanno, il Premio Napoli e giungendo finalista al Premio Bergamo.
Ha pubblicato racconti in varie antologie, tra cui Patrie impure (Rizzoli, 2003), La qualità dell'aria (minimum fax, 2004), che ha curato assieme a Christian Raimo, Semi di fico d'India (Nuovadimensione, 2005), Periferie (Laterza, 2006), Deandreide, dedicata a Fabrizio De André (Biblioteca Universale Rizzoli, 2006), Ho visto cose (Biblioteca Universale Rizzoli, 2008), La storia siamo noi (Neri Pozza, 2008).
Con il romanzo Riportando tutto a casa edito da Einaudi nel 2009, si aggiudica il SuperPremio Vittorini, il Premio Volponi, il Premio Viareggio per la narrativa. Nel 2015 vince il Premio Strega con il libro La ferocia, pubblicato da Einaudi. Fino al 2017 ha diretto nichel, la collana di letteratura italiana di minimum fax. Dal 2010 è uno dei conduttori di Pagina3, la rassegna quotidiana delle pagine culturali trasmessa da Rai Radio 3.
Nel 2013, nel 2014 e nel 2015 è uno dei selezionatori della Mostra internazionale d'arte cinematografica di Venezia. Dirige il Salone internazionale del libro di Torino dall'edizione del 2017 a quella del 2023. Nel 2020 ha fatto parte della giuria del concorso principale della 77ª Mostra internazionale d'arte cinematografica di Venezia.
Nel 2021 vince il Premio Internazionale Bottari Lattes Grinzane e il Premio Napoli con La città dei vivi.
Nel 2023, in occasione dell'ultima edizione da lui diretta del Salone del libro di Torino, la ministra Eugenia Roccella fu costretta ad annullare la presentazione di un proprio libro a causa di contestazioni ricevute da attivisti ambientalisti e femministi. Lagioia in tale occasione tentò di invitare gli attivisti a dialogare pacificamente con la ministra, venendo però fortemente criticato da esponenti del centrodestra, tra cui la deputata di Fratelli d'Italia Augusta Montaruli, per un approccio ritenuto troppo morbido verso i manifestanti, ricevendo invece la solidarietà della segretaria del Pd Elly Schlein.

## Vita privata
Dopo una convivenza durata sei anni, nel 2012 si è sposato con Chiara Tagliaferri, autrice di origine piacentina.

## Controversie
Il 17 maggio 2022, durante un servizio del programma televisivo Striscia la notizia, sono state riportate alcune dichiarazioni di Lagioia, pronunciate vent'anni prima durante un'intervista e riferite alla collega scrittrice Melissa Panarello. L'inviata del programma ha poi intervistato in merito varie scrittrici e politiche, che hanno espresso riprovazione per il contenuto delle frasi. Lo scrittore, accusato di sessismo, si è difeso ammettendo l'errore, dovuto, a suo dire, alla mancanza di "consapevolezza", e dichiarando di aver porto le proprie scuse a Melissa Panarello e di esserne in seguito divenuto amico.

## Opere

### Romanzi
- Tre sistemi per sbarazzarsi di Tolstoj (senza risparmiare sé stessi), minimum fax, Roma, 2001, ISBN 88-87765-39-1.
- Occidente per principianti, collana Supercoralli, Einaudi, Torino, 2004, ISBN 978-88-061-6760-8.
- Riportando tutto a casa, collana Supercoralli, Einaudi, Torino, 2009, ISBN 978-88-061-9712-4.
- La ferocia, collana Supercoralli, Einaudi, Torino, 2014, ISBN 978-88-062-1456-2.
- La città dei vivi, collana Supercoralli, Torino, Einaudi, 2020, ISBN 978-88-062-3333-4.

#### Romanzi a più mani
- Route 66, sotto il nome collettivo di Aldo Dieci (con Andrea Piva), Castelvecchi, Roma, 1999, ISBN 8882101282[22].
- 2005 Dopo Cristo, sotto il nome collettivo di Babette Factory (con Francesco Longo, Francesco Pacifico e Christian Raimo), Einaudi Stile Libero, Roma, 2005, ISBN 9788806176198.

### Racconti
- Fine della violenza, Psiche e Aurora, 2005, ISBN 978-88-898-7500-1. 2ª ed. :duepunti Edizioni, 2010, ISBN 978-88-899-8746-9.
- Bari. Dieci anni, in Stefania Scateni, Periferie. Viaggio ai margini delle città, Laterza, Roma-Bari, 2006, ISBN 978-88-420-8053-4.
- Un altro nuotatore, Feltrinelli, Milano, 2012, ISBN 978-88-588-5040-4.
- Spaghetti cozze e vongole, Slow Food, 2012, ISBN 978-88-849-9291-8.
- I miei genitori, Torino, Einaudi, 2013, ISBN 978-88-584-0756-1.
- Esquilino. Tre ricognizioni, Edizioni dell'Asino, Roma, 2017, ISBN 978-88-635-7134-9.

### Saggistica
- Babbo Natale. Dove si racconta come la Coca-Cola ha plasmato il nostro immaginario, collana Le terre, Fazi, Roma 2005, ISBN 978-88-811-2693-4.
- Il caso Puglia. Un diverso Mezzogiorno (con Alessandro Leogrande e Mario Desiati), Edizioni dell'Asino, 2010. ISBN 978-88-635-7042-7.
- Il ritratto del lettore da giovane, Colti, 2018, ISBN 978-88-944-0410-4.

## Filmografia
- Ferrante Fever, regia di Giacomo Durzi[23] - docufilm Rai (2016-2017)
- Quattro metà, regia di Alessio Maria Federici (2021)

## Podcast
- La città dei vivi (2022), podcast in 8 puntate, prodotto da Chora Media[24];
- Fare un fuoco, prodotto da Lucy - sulla cultura.